# حملة أوفرلاند

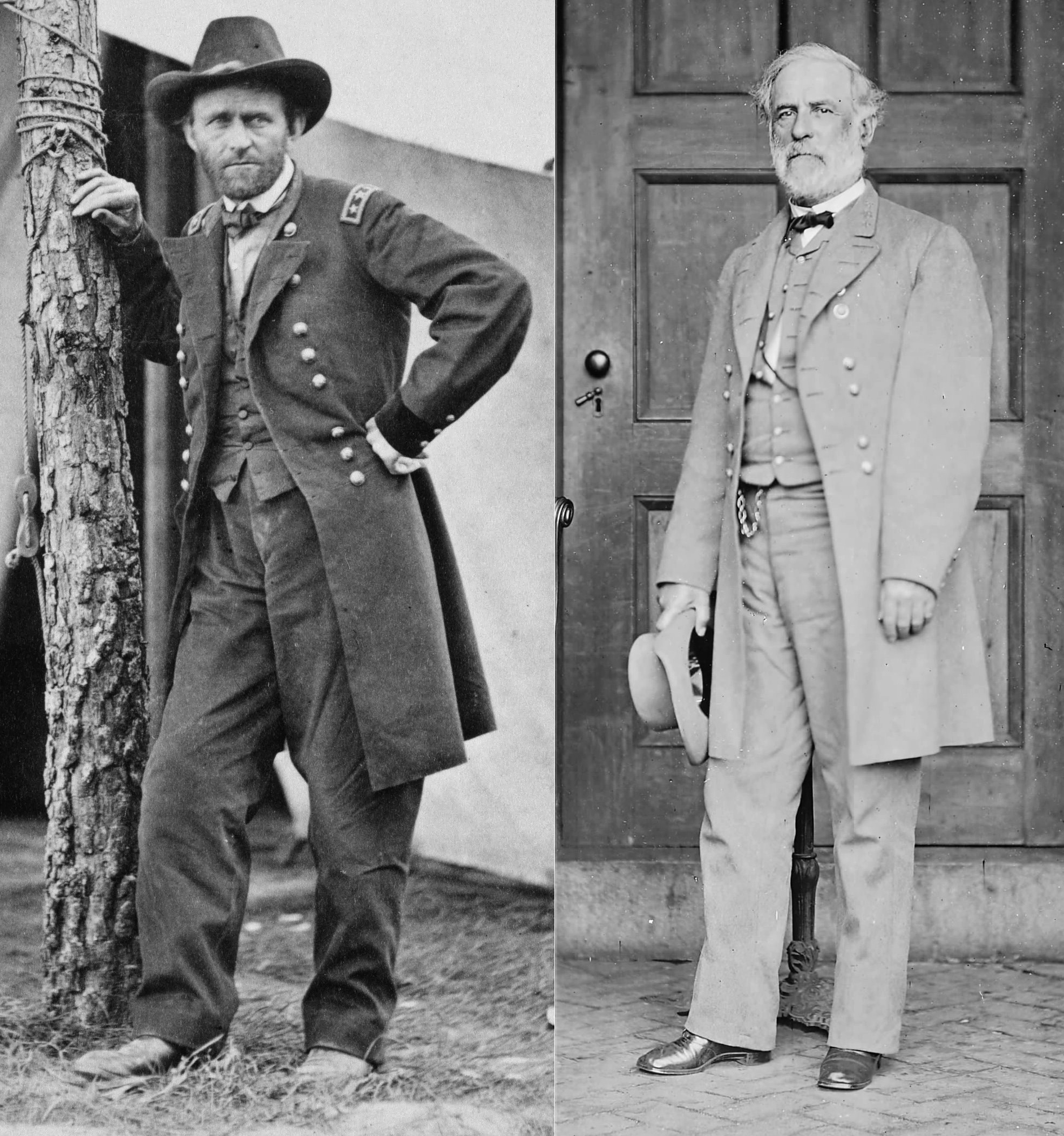
يوليسيس جرانت وروبرت إدوارد لي، على التوالي، القادة في الحملة البرية

حملة أوفرلاند، والمعروفة كذلك باسم حملة جرانت البرية وحملة وايلدرنيس، هي سلسلة من المعارك التي جرت أحداثها في فرجينيا خلال مايو ويونيو من عام 1864، فترة الحرب الأهلية الأمريكية. تولى اللواء الجنرال يوليسيس جرانت، القائد العام لجميع جيوش الاتحاد، مهمة توجيه أعمال جيش بوتوماك، بقيادة اللواء جورج غوردون ميد، وقوات أخرى ضد الجيش الكونفدرالي بقيادة الجنرال روبرت إي لي في شمال فرجينيا. على الرغم من أن جرانت تكبد خسائر فادحة خلالها، اعتُبرت الحملة انتصارًا استراتيجيًا للاتحاد. تسبب جرانت بخسائر أعلى نسبيًا في جيش لي ودفعه إلى حصار ريتشموند وبطرسبرغ، فيرجينيا، لمدة تجاوزت نحو ثمانية أسابيع.
في 4 مايو 1864، عبر نهر رابيدان، سعى جرانت إلى هزيمة جيش لي بجعل قواته تتمركز بسرعة بين جيش لي وريتشموند لاستدراجه إلى معركة مفتوحة. فاجأ لي جرانت بمهاجمة جيش الاتحاد الذي يفوقه عددًا في معركة وايلدرنيس (5-7 مايو)، ما أدى إلى سقوط العديد من الضحايا في كلا الطرفين. على عكس أسلافه في ساحات المعارك الشرقية، لم ينسحب جرانت بجيشه بعد هذه النكسة، بل ناور بدلًا من ذلك وتوجه إلى الجنوب الشرقي، واستأنف محاولته في جعل قواته تقطع الطريق بين لي وريتشموند، إلا أن جيش لي تمكن من الوصول إلى موقعه لعرقلة هذه المناورة. في معركة سبوتسيلفانيا كورت هاوس (8-21 مايو)، هاجم جرانت أجزاء من خط دفاع الجيش الكونفدرالي باستمرار، على أمل التمكن من اختراقه ولكن النتائج اقتصرت مجددًا على تكبد الطرفين خسائر فادحة.
ناور جرانت مرة أخرى، وواجه لي عند نهر نورث آنا (معركة نورث آنا، مايو 23-26). خلال المعركة، اتخذ لي قرارات دفاعية ذكية مكّنته من هزيمة أجزاء من جيش جرانت ولكنه لم يتمكن من الهجوم في الوقت المناسب لمحاصرة جرانت بسبب إصابته بوعكة صحية. جرت أحداث المعركة الرئيسية الأخيرة للحملة في كولد هاربور (31 مايو - 12 يونيو)، إذ راهن جرانت على أن جيش لي استنفد قوته وأمر بشن هجوم شامل ضد مواقع دفاعية قوية، ما أدى إلى خسائر فادحة في صفوف جيش الاتحاد. سعى جرانت إلى المناورة للمرة الأخيرة، ففاجأ لي بعبور نهر جيمس خلسة، مهددًا بالسيطرة على مدينة بطرسبرغ، التي ستتسبب خسارتها في القضاء على العاصمة الكونفدرالية. أدى حصار بطرسبرغ (يونيو 1864 - مارس 1865) إلى استسلام جيش لي في أبريل 1865 وانتهاء الحرب الأهلية.
نفذ سلاح فرسان الاتحاد غارتين بعيدتي المدى بقيادة اللواء فيليب شيريدان. أحد الغارات كانت موجهة إلى ريتشموند، وأُصيب خلالها قائد سلاح الفرسان الكونفدرالي اللواء ستيوارت بجروح قاتلة في معركة الحانة الصفراء (11 مايو). أما الغارة الأخرى بقيادة شيريدان فاستهدفت سكة حديد فيرجينيا المركزية إلى الغرب، وأحبطها اللواء ويد هامبتون في معركة تريفيليان (11-12 يونيو)، وهي أكبر معركة خاضها سلاح الفرسان في الحرب.

## خلفية

### الوضع العسكري
في مارس 1864، استُدعي جرانت من ساحة المعركة الغربية، وجرت ترقيته إلى رتبة فريق، وأُوكل إليه مسؤولية قيادة جميع جيوش الاتحاد. اختار أن يكون مقره مع جيش بوتوماك، بينما بقي ميد القائد الرسمي لذلك الجيش. خلف اللواء ويليام تيكومسيه شيرمان جرانت في قيادة معظم الجيوش الغربية. خطط جرانت والرئيس أبراهام لينكولن استراتيجية منسقة من شأنها أن تضرب قلب الكونفدرالية من جوانب عدة: تولى جرانت وميد وبنجامين بتلر مواجهة لي بالقرب من ريتشموند، فيرجينيا؛ وتمركز فرانز سيغل في وادي شيناندواه؛ وتولى شيرمان غزو جورجيا وهزيمة جوزيف جونستون والاستيلاء على أتلانتا؛ وأُسند إلى جورج كروك وويليام أفريل مهمة العمل ضد خطوط إمداد السكك الحديدية في ولاية فرجينيا الغربية؛ وتولى ناثانيال بانكس مهمة الاستيلاء على موبيل، ألاباما. تُعتبر هذه المرة الأولى التي تضع فيها جيوش الاتحاد استراتيجية هجومية منسقة في عدد من ساحات المعركة.
على الرغم من أن العاصمة الكونفدرالية ريتشموند كانت الهدف الأساسي لحملات الاتحاد السابقة في فرجينيا، كان الهدف هذه المرة الاستيلاء على ريتشموند عن طريق تدمير جيش لي. لطالما شجع لينكولن جنرالاته على اتباع هذه الاستراتيجية، موضحًا أن المدينة ستسقط بالتأكيد بعد خسارة جيشها الدفاعي الرئيسي. أمر جرانت ميد، «أينما ذهب لي، ستذهب كذلك». على الرغم من أن جرانت كان يأمل بأن تكون المعركة سريعة وحاسمة، كان مستعدًا لخوض حرب مطولة. أسفر القتال عن خسائر فادحة في كلا طرفي جيش الاتحاد والكونفدرالي، إلا أن الاتحاد امتلك موارد أكبر لاستبدال الجنود والمعدات التي خسرها.

### القوات المتنازعة
على الرغم من تفوق أعداد أفراد جيش جرانت، واجه تحديات في القوى العاملة. بعد تعرضهم لهزيمة فادحة في معركة جيتيسبيرغ في العام السابق، جرى حل الفيلق الأول والفيلق الثالث وجُنّد الناجون في فيلق آخر، ما تسبب بأثر سلبي على تماسك وحدة القوات ومعنويتها. تعيّن على جرانت أن يدافع عن قواعد إمداداته والخطوط الممتدة منها إلى جيشه في الميدان نظرًا لكونه موجودًا في أراضي العدو؛ لهذا السبب، اختار جرانت المناورة مرارًا وتكرارًا حول الجناح الأيمن لجيش لي خلال الحملة، معتمدًا على خطوط الإمداد المائية بدلًا من خطوط السكك الحديدية، مثل أورنج وألكسندريا، في داخل فرجينيا. علاوة على ذلك، كان تجنيد العديد من جنوده الذي دام مدة ثلاث سنوات على وشك الانتهاء، فكانوا بطبيعة الحال مترددين في المشاركة في عمليات الهجوم الخطيرة. لمواجهة هذه التحديات، استكمل جرانت قواته بإعادة تكليف جنود يحرسون المدفعية الثقيلة حول واشنطن العاصمة بأفواج المشاة.

## المعارك

### معركة وايلدرنيس (5-7 مايو 1864)
بدأت حملة وايلدرنيس عندما عبرت قوات جرانت نهر رابيدان في 4 مايو 1864. كان هدف جرانت هو استدراج لي إلى الاشتباك خارج تحصينات ماين رن، إما عن طريق سحب قواته أو قلبها. تحقق هدف جرانت، وخرج لي الذي أظهر الجرأة التي تميز بها، ولكن جرانت لم يتوقع خروجه بهذه السرعة، فلم تمتلك قوات الاتحاد الوقت الكافي لتنظيف المنطقة المعروفة باسم وايلدرنيس من الشجيرات والحشائش المتشابكة، حيث خاضت جزءًا من معركة تشانسيلورسفيل في العام السابق. من خلال استدراج لي إلى القتال في تلك المنطقة، تمكن لي من تقليل ميزات الاتحاد في المدفعية بفعالية. أمر فيلق إيويل بالتقدم نحو أورنج تيرنبايك وإيه بي هيلز بمحاذاة طريق أورنج بلانك، وأمر جيمس لونغستريت بالتقدم من بلدة غوردونسفيل.
في وقت مبكر من الخامس من مايو، تقدم فيلق وارن الخامس جنوبًا نحو طريق بلانك عندما ظهر فيلق إيويل في الغرب على طريق تيرنبايك. أوقف ميد جيشه وأمر وارن بالهجوم في حال كانت القوات الكونفدرالية مجموعة صغيرة معزولة. أقام رجال إيويل حصنًا على الطرف الغربي من الأرض المعروفة باسم ساوندرز فيلد. طالب وارن ميد بتأخير الأعمال ليتمكن من إحضار فيلق سيدغويك السادس على يمينه وتمديد خطه. بحلول الساعة الواحدة مساءًا، أُصيب ميد بالإحباط بسبب التأخير وأمر وارن بالهجوم قبل وصول سيدغويك. كان على الجنرال رومين أيريس أن يختبئ في أخدود لتجنب إطلاق النار. حقق الجنرال جوزيف بارتليت تقدمًا أفضل باتجاه يسار أيريس واجتاح موقع اللواء جون إم جونز الذي قُتل. مع ذلك، تعرض الجناح الأيمن لبارتليت للهجوم عدم تمكّن رجال أيريس من التقدم، واضطر لواءه إلى الفرار مرة أخرى عبر ساوندرز فيلد.
على يسار بارتليت، ضربت قوات اللواء الحديدي بقيادة اللواء ليساندر كاتلر لواء من ألاباميين بقيادة اللواء كولين باتل. على الرغم من صده في البداية، شن الجيش الكونفدرالي هجومًا مضادًا بقيادة اللواء جون غوردون، ما تسبب في زعزعة الخط وإرغام قوت اللواء الحديدي على الفرار. تمركزت كتائب العقيد روي ستون بالقرب من مزرعة هيغرسون. هاجم الجنرال جيمس رايس كتائب اللواء جورج دولز الجورجية واللواء جونيوس دانيال في كارولاينا الشمالية. فشل كلا الهجومين بسبب إطلاق النار المكثف، وأمر كروفورد رجاله بالانسحاب. أمر وارن قسم المدفعية في ساوندرز فيلد تعزيز هجومه، إلا أن المنطقة وقعت في قبضة الجنود الكونفدراليين الذين طُرحوا أرضًا وجرى تثبيتهم ومنعهم من إطلاق النار في الظلام. في خضم استمرار القتال اليدوي باستخدام البنادق، اشتعلت النيران في الميدان وتعرض رجال كلا الطرفين إلى صدمة عندما احترق رفاقهم الجرحى حتى الموت. وصلت العناصر الرئيسية في فيلق سيدغويك السادس إلى ساوندرز فيلد في الساعة الثالثة مساءًا، وتوقف رجال وارن عن القتال آنذاك. هاجم سيدغويك خط إيويل المتمركز في الغابة شمال تيرنبايك وتبادل الطرفان الهجمات والهجمات المضادة التي استمرت نحو ساعة قبل أن ينفصل كل منهما لتشييد حصن.